# Josef Mumelter-Möckl

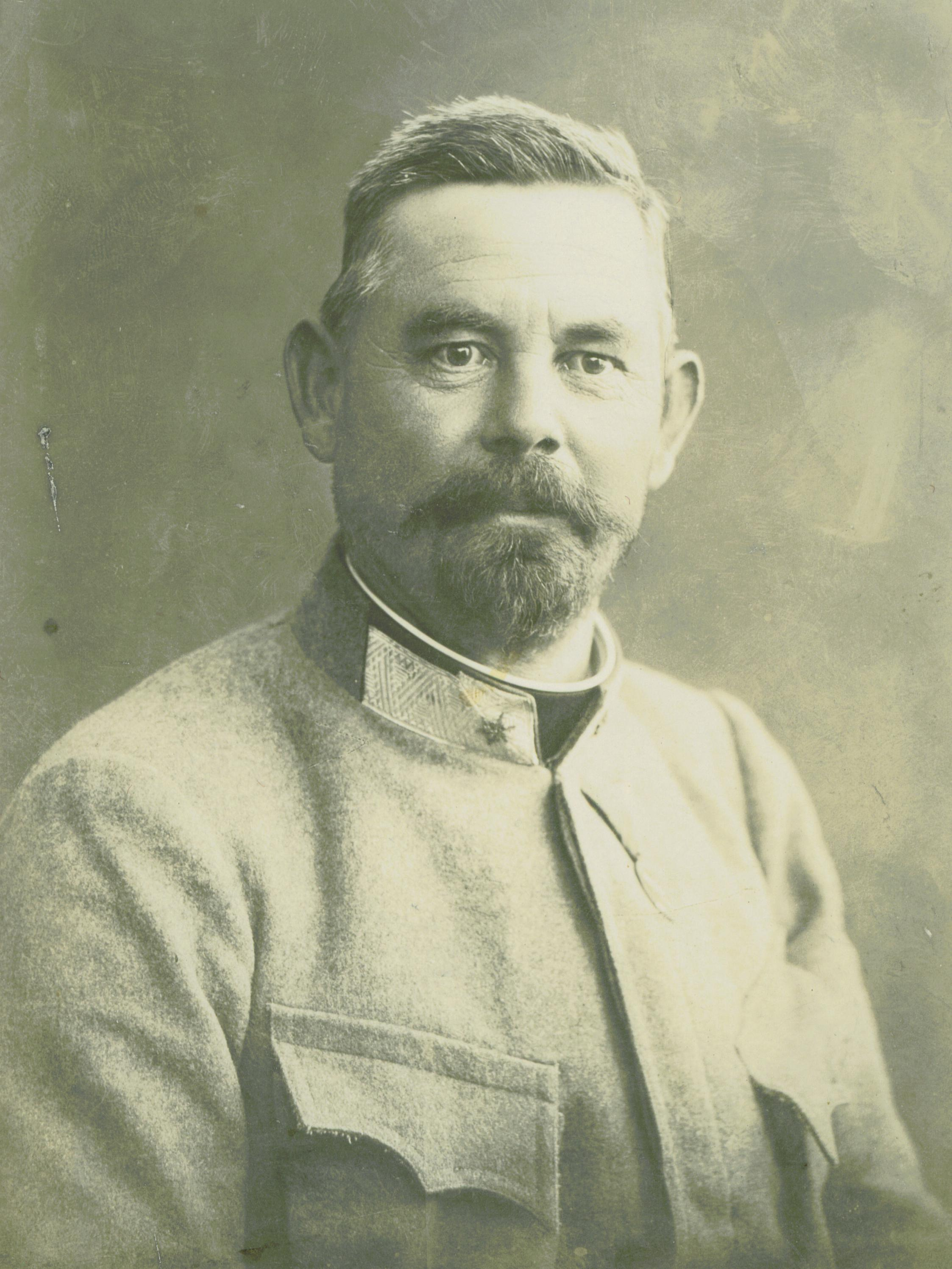
Josef Mumelter-Möckl als Major des Standschützen-Bataillons Gries 1918

Josef Mumelter-Möckl (geboren am 1. November 1863 in Bozen; gestorben am 30. April 1937 in Gries bei Bozen) war von 1908 bis 1925 letzter deutscher Bürgermeister der Marktgemeinde Gries, heute Gries-Quirein.
Josef Mumelter wurde am 1. November 1863 in Rentsch als Sohn des Eggerhof-Besitzers Anton Mumelter geboren. Im Jahr 1892 heiratete er Maria Rottensteiner, die einzige Tochter des Möcklbauers Josef Rottensteiner. Vor dem Ersten Weltkrieg war Josef Mumelter Mitglied des Bezirksschulrates und der Kurvorstehung. Von 1915 bis 1918 war er Kommandant des K.u.k. „Standschützen-Bataillons Gries“. In der so genannten Maioffensive 1916 bekleidete er im Bataillon Gries den Rang eines Majors. Er verlor alle drei Söhne in diesem Krieg.
In der Nachkriegszeit war er Obmann der Raiffeisenkasse, Aufsichtsrat der Kellereigenossenschaft und mehrere Jahre Präsident des Bozner Armenfonds (Congregazione di Carità). In Anerkennung seiner langjährigen verdienstvollen Tätigkeit erhielt Mumelter 1925 das Ritterkreuz der Krone Italiens. Er starb am 30. April 1937.